# 히로시마 뉴스 845
히로시마 뉴스 845(ひろしまニュース845)은 NHK 종합 텔레비전에서 방영되고 있는 NHK 히로시마 방송국에서 제작되고 있는 프로그램이다. 방송시간은 매주 월~금 저녁 8시 45분 ~ 9시까지 15분간 히로시마현을 비롯한 주코쿠 지방의 뉴스는 전하고 있다.